# سید علی اندرزگو
سید علی اندرزگو (۱۳۱۸ –۲ شهریور ۱۳۵۷) روحانی ایرانی و از مبارزان مسلح مخالف حکومت پهلوی در خلال سال‌های ۱۳۴۲ تا ۱۳۵۷ و عضو هیئت‌های موتلفه اسلامی بود که با گروه‌های مختلفی ارتباط داشت. ساواک او را به دلیل اقدام علیه کشور و قتل نخست وزیر در شهریور ۱۳۵۷ کشت.

## کودکی و نوجوانی
وی در سال ۱۳۱۸ ه‍.ش (۱۳۵۸ ه‍.ق) به دنیا آمد. پدرش سید اسدالله، شغل بنایی داشت و سپس به خرده‌فروشی در میدان شوش تهران روی آورد.
وی پس از گذران دوره ابتدائی، به سبب مشکلات مالی خانواده تحصیلش را رها کرد و همراه برادرش در یک کارگاه نجاری مشغول شد. در همین زمان پس از کار روزانه تا ساعتی از شب به تحصیل دروس فقه و اصول در مسجد هرندی می‌پرداخت. اندرزگو در نوجوانی با شخصیت نواب صفوی و تشکیلات فدائیان اسلام آشنا شده بود و تا حد زیادی متأثر از آن بود.

## ازدواج
در اوایل سال ۱۳۴۳، در حالی که ۲۵ سال سن داشت، با معرفی مهدی عراقی، برای خواستگاری به منزل حاج رضا خواجه محمدعلی رفت و دختر او را خواستگاری کرد، اما این وصلت، چند ماهی بیشتر طول نکشید و بعد از قتل حسنعلی منصور، فشار روی وی و همسر و خانواده همسرش زیاد شد و بارها آن‌ها را به بازجویی کشاندند و لذا این زندگی نوپا، دیری نپایید.
وی مدت هفت سال سرگردان و بدون خانواده بود تا سرانجام با وساطت موسوی، امام جماعت مسجد چیذر و علی‌اصغر هاشمی، سرپرست حوزه علمیه چیذر و با نام مستعار شیخ عباس تهرانی، به خواستگاری دختر عزت‌الله سیل سپور رفت. حاصل این ازدواج چهار پسر به نام‌های سید مهدی، سید محمود، سید محسن و سید مرتضی بود.

## قیام ۱۵ خرداد
در جریان واقعه قیام ۱۵ خرداد از فعالان و از عاملان تظاهرات بود که همان شب با اهدای کتابی از سوی خمینی مورد تقدیر واقع شد. پس از این واقعه، وی دستگیر شد و تحت بازداشت از سوی ساواک قرار گرفت. پس از مدتی اندرزگو از زندان آزاد شد و به شاخهٔ نظامی جمعیت هیئت‌های مؤتلفه اسلامی پیوست.

## ترور حسنعلی منصور
پس از پیوستن وی به شاخهٔ نظامی جمعیت هیئت‌های مؤتلفه اسلامی، این گروه تصمیم گرفت تا نخست‌وزیر وقت، حسنعلی منصور را ترور کند. اندرزگو وظیفهٔ کند کردن اتومبیل حامل نخست‌وزیر را بر عهده گرفت و پس از آن‌که محمد بخارایی، از اعضای هیئت‌های موتلفه اسلامی، گلوله‌ای به گلوی نخست‌وزیر شلیک کرد، او نیز گلولهٔ دیگری به او زد و از مهلکه گریخت. در پی این اقدام، ساواک به جستجوی وی و دیگر عاملان پرداخت. اما نتوانست اندرزگو را بیابد؛ لذا وی را به‌طور غیابی در دادگاه محاکمه و به اعدام محکوم کرد.

## فرار به عراق
مدتی پس از محاکمهٔ غیابی اندرزگو، ساواک موفق شد او را ردیابی کند. اما او از دست ساواک فرار کرده و به عراق گریخت. او در عراق، هر از چند گاهی به دیدار خمینی می‌رفت. اندرزگو در سال ۱۳۴۵ به ایران بازگشت.

## سکونت در تهران، قم و مشهد

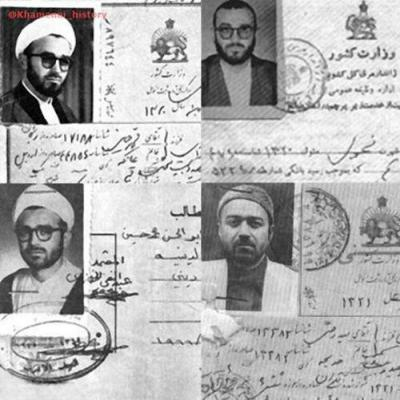
بریده‌هایی از مدارک شناسایی سید علی اندرزگو (با نام مستعار شیخ عباس تهرانی)

بعد از بازگشت به ایران، چون ساواک به دنبال وی بود، او مدام محل سکونت خود را تغییر می‌داد. او در این سال‌ها در شهرهای مختلفی از جمله، تهران (محلهٔ چیذر) و قم سکونت کرد. در این سال‌ها، او به حمایت مالی و تهیه کردن اسلحه برای گروه‌های مخالف هم‌خط خود می‌پرداخت.

## فرار به افغانستان
اندرزگو پس از این که ساواک موفق به پیدا کردن محل سکونتش در قم شد، به مشهد گریخت و از طریق یکی از دوستانش از طریق زابل و زاهدان به افغانستان گریخت. پس از مدت کوتاهی، اندرزگو دوباره به مشهد بازگشت و فعالیت‌های خود را از سر گرفت.

## رفتن به سوریه و لبنان
پس از بازگشت به ایران، وی مدتی به سوریه و لبنان رفت و دوره‌های نظامی دید. او در لبنان با نمایندهٔ خمینی در سازمان فتح تماس گرفت و در آن‌جا، دوره‌های نظامی دید و طرز استفاده از سلاح‌های سنگین را فرا گرفت.

## تصمیم برای ترور محمدرضا پهلوی
او پس از بازگشت به ایران، طی یک برنامه ۶ ماهه، رفت‌وآمدهای‌های محمدرضا شاه پهلوی را به کمک شخصی در کاخ سلطنتی، زیر نظر داشت. وی قصد داشت که با وارد کردن مواد منفجره از فلسطین، محمدرضا شاه پهلوی را ترور کند. اما با درگذشتش، نتوانست این کار را انجام دهد.
در ۲ شهریور ۱۳۵۷ زمانی که اندرزگو راهی خانه یکی از دوستان‌اش بود، از سوی مأموران ساواک (سازمان اطلاعات و امنیت کشور) که از قبل آن منطقه را تحت نظر داشتند، مورد اصابت گلوله قرار گرفت و کشته شد. خانواده وی از مرگ وی خبر نداشتند تا این که پس از انقلاب ۱۳۵۷ از طریق سید روح‌الله خمینی از این موضوع با خبر شدند.
در ادبیات جمهوری اسلامی از وی با عنوان چریک تنهای انقلاب یاد می‌شود. قبر وی در قطعه ۳۹، ردیف ۷۲، شماره ۵۵ بهشت زهرا است.

## ساخت مستند
مستند گزارش شنبه در مورد زندگی و فعالیت‌های اندرزگو ساخته شده‌است.